# 벤카이아 나이두
무파바라푸 벤카이아 나이두(힌디어: मुफबारपु बेंकैया नायडू, 1949년 7월 1일~)는 인도의 정치인이다. 2017년부터 2022년까지 제13대 인도의 부통령을 역임하였고, 이전에는 모디 내각에서 주택 및 도시 빈곤 완화, 도시 개발 및 정보 방송 장관을 역임했다. 인도 인민당의 저명한 지도자인 그는 또한 2002년부터 2004년까지 전국 대통령을 역임했다. 이전에 그는 농촌 개발을 위한 연합 내각 장관이었다.
나이두는 1949년 7월 1일 차바타팔렘에서 태어났다. 그는 Bucchireddy Palem (Nellore)의 Zilla Parshad 고등학교에서 학업을 마치고 Nellore의 VR College에서 정치 및 외교학 학사 학위를 취득했다. 나중에 그는 Visakhapatnam에 있는 Andhra University College of Law에서 국제법 전문으로 법학 학사 학위를 취득했다. 국민 의용단에서 swayamsevak이었고 대학 시절 에 ABVP 에 합류했다. 그는 Andhra 대학에 부속된 대학의 학생 연합의 회장으로 선출되었다. 그는 1972년 자이 안드라 운동에서 그의 탁월한 역할로 주목을 받았다. Kakani Venkata Ratnam이 비자야와다에서 운동을 주도하는 동안 나이두는 Nellore에서 선동에 적극적으로 참여하여 1년 후에 중단되었다.
1974년에 그는 Andhra Pradesh의 반부패 Jayaprakash Narayan Chhatra Sangharsh Samiti의 의장이 되었다. 그는 비상 사태에 항의하기 위해 거리로 나섰고 투옥되었다. 1977년부터 1980년까지 그는 청소년 동아리 회장을 역임했다.

## 정치 경력

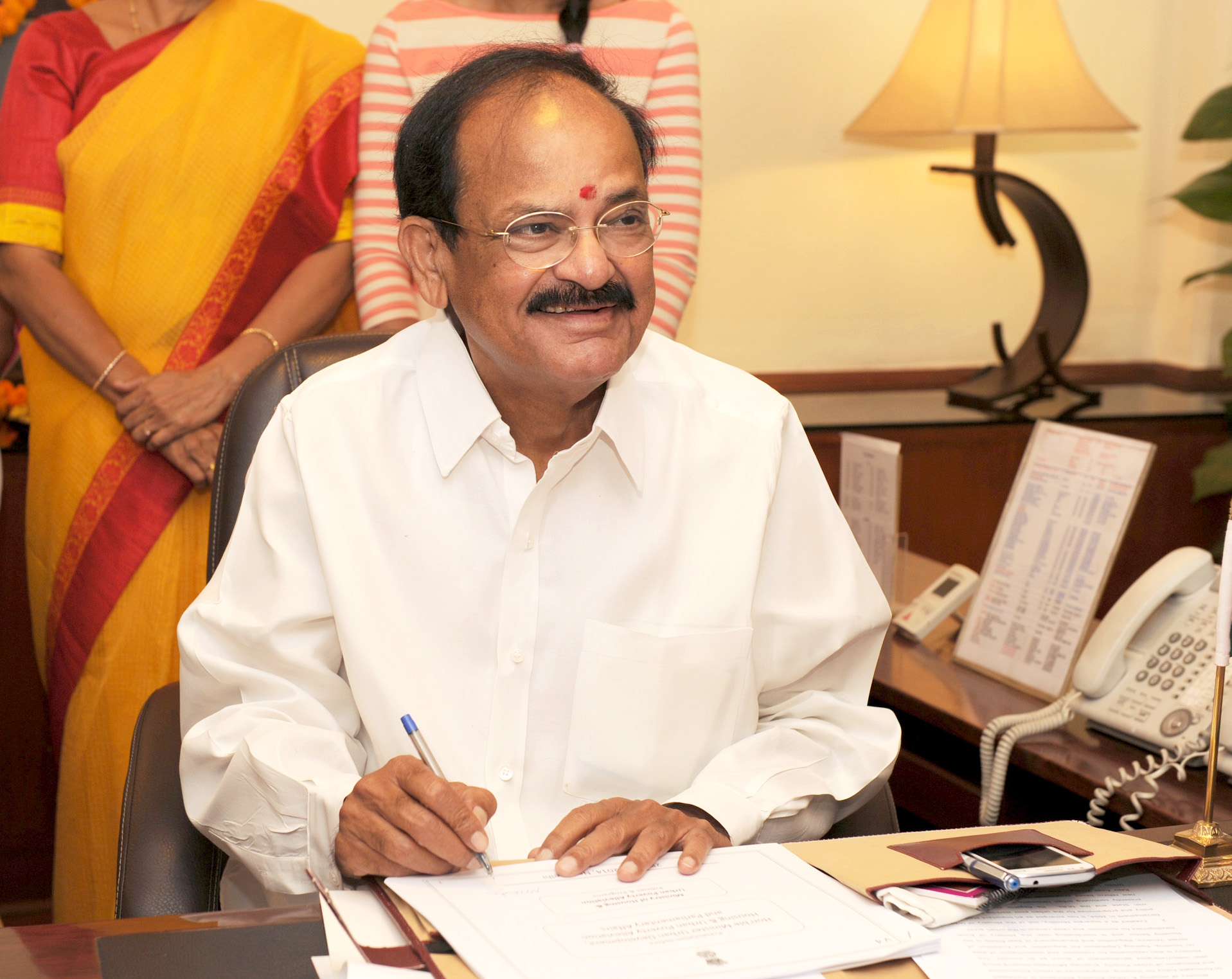
나이두가 2014년 5월 28일 뉴델리에서 도시 개발 연합 장관으로 취임했다.

학생 지도자이자 정치인으로서 나이두는 농민의 대의와 낙후된 지역의 발전을 옹호한 웅변가로서 명성을 얻었다. 그의 웅변 기술과 정치적 행동주의는 그의 정치 경력을 추진했으며 1978년과 1983년에 Nellore 지역의 Udaygiri 선거구에서 Andhra Pradesh 입법부 의 MLA로 두 번 선출되었다. 그는 Andhra Pradesh에서 BJP의 가장 인기 있는 지도자 중 한 명이 되었다.
주와 국가 차원에서 BJP의 다양한 조직 직책을 맡은 후, 그는 카르나타카에서 2004년과 2010년에 두 번 재선되었다. 그는 1996년부터 2000년까지 당 대변인을 역임하면서 기발한 두운과 직유에 대한 그의 파나시를 직장에 가져왔다. 남부 인도의 대부분의 정치인과 달리 나이두는 힌디어를 마스터하기 위해 노력했으며 계속해서 북부 인도에서 공개 집회에 연설했다.
1999년 총선에서 NDA가 승리한 후 , 그는 Atal Bihari Vajpayee 총리가 이끄는 정부에서 농촌 개발을 위한 연합 내각 장관이 되었다. 그는 농촌 개발 개혁을 적극적으로 추진하고 '프라단 만트리 그램 사닥 요자나 '와 같은 이 기간 동안 도입된 많은 계획으로 유명했다.

## 바르티야 자나타당 대표(2002-2004)
나이두는 2003년에 Bharatiya Janata Party의 전국 대통령이 된 Jana Krishnamurthi의 2004년 1월 28일에 그는 3년 임기의 무투표로 선출되었다. 2004년 총선에서 BJP가 이끄는 NDA가 패배한 후, 그는 2004년 10월 18일에 그의 직위에서 사임했고 LK Advani 가 그 자리를 계승했다. 그러나 그는 수석 부사장이자 중요한 운동가로서 BJP의 최전선에 남아 있었다. 나이두는 Rajya Sabha의 Andhra Pradesh 문제에 특별 지위를 올렸고(2014년 2월 야당 의원으로) AP에 특별 범주 주 지위를 요구했다. 총리는 이에 동의했지만 AP 조직개편법에는 포함되지 않았다.

## 장관

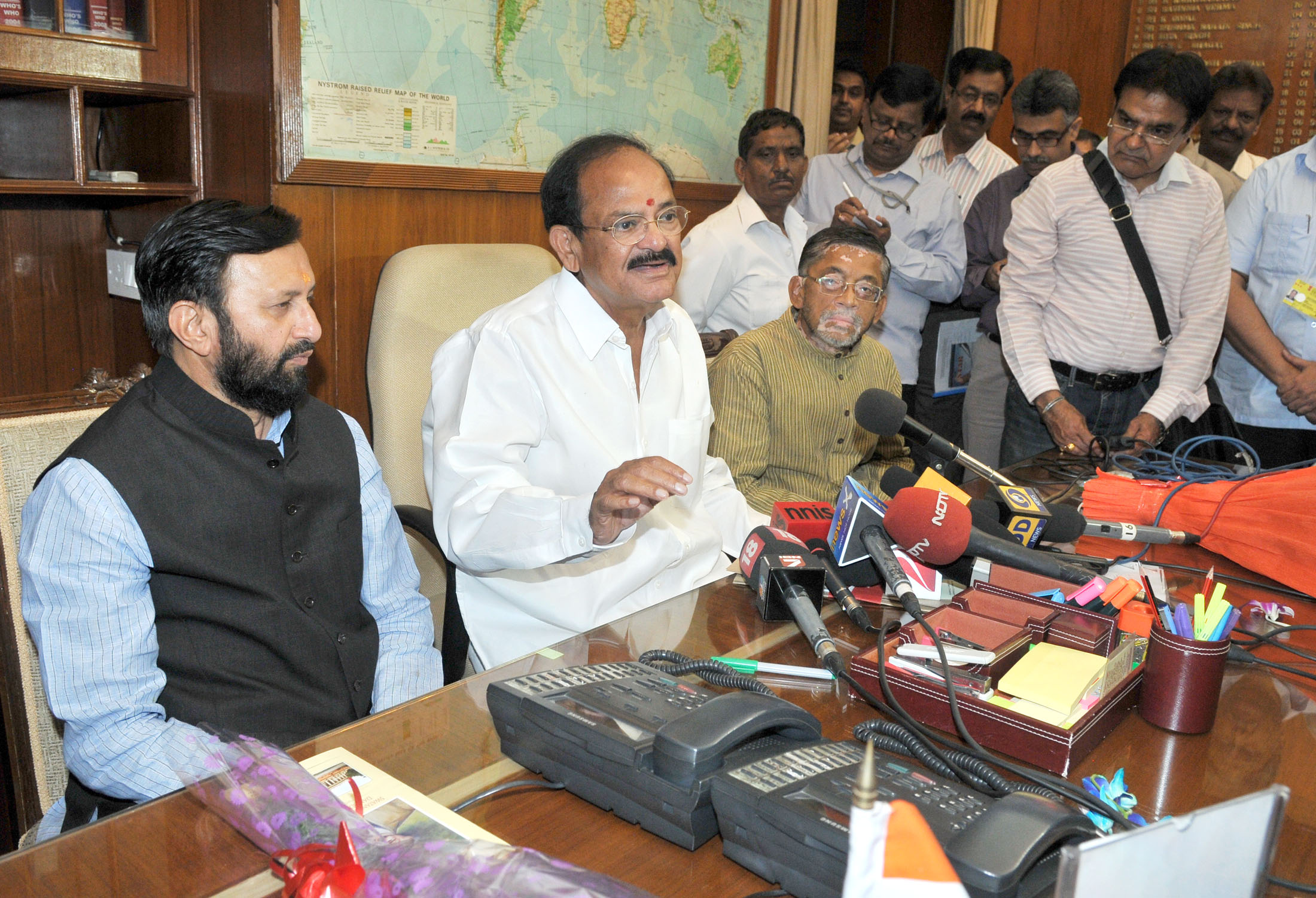
2014년 5월 28일 뉴델리에서 의회 사무총장으로 임명된 Venkaiah Naidu.

2014년 총선에서 BJP의 승리에 이어 2014년 5월 26일 도시개발 및 국회사무처 장관으로 취임했다.
Naidu는 Nellore에서 자신이 설립한 사회 서비스 조직인 Swarna Bharat Trust에도 참여하고 있다. 가난하고 고아 및 특별한 도움이 필요한 어린이를 위한 학교를 운영하고 특히 여성과 청소년을 위한 자영업 훈련 프로그램을 제공한다.
그는 2016년 5월 29일 BJP에 의해 라자스탄 출신의 Rajya Sabha 후보로 지명되어 선출되었다.

## 부통령 (2017-2022)

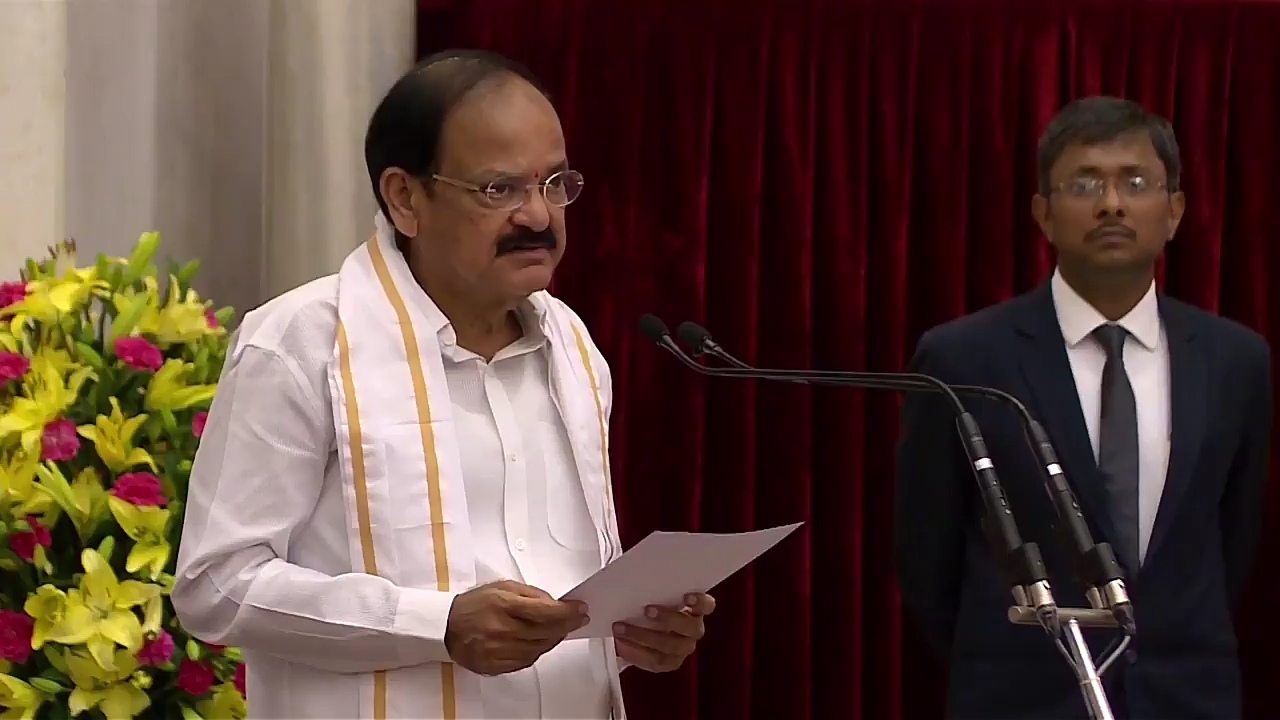
2017년 8월 11일 Rashtrapati Bhavan Durbar Hall에서 부통령 당선자 Venkaiah Naidu의 선서

2016년 7월 5일에는 정보방송부 장관을 겸임했다. 1년 후, 그는 2017년 부통령 선거 에 도전하기 위해 두 공직에서 사임했다. 그는 선거에서 승리하여 인도의 13대 부통령이 되었다. 그는 244표를 얻은 UPA 후보 Gopalkrishna Gandhi 에 대해 516표를 얻었다.

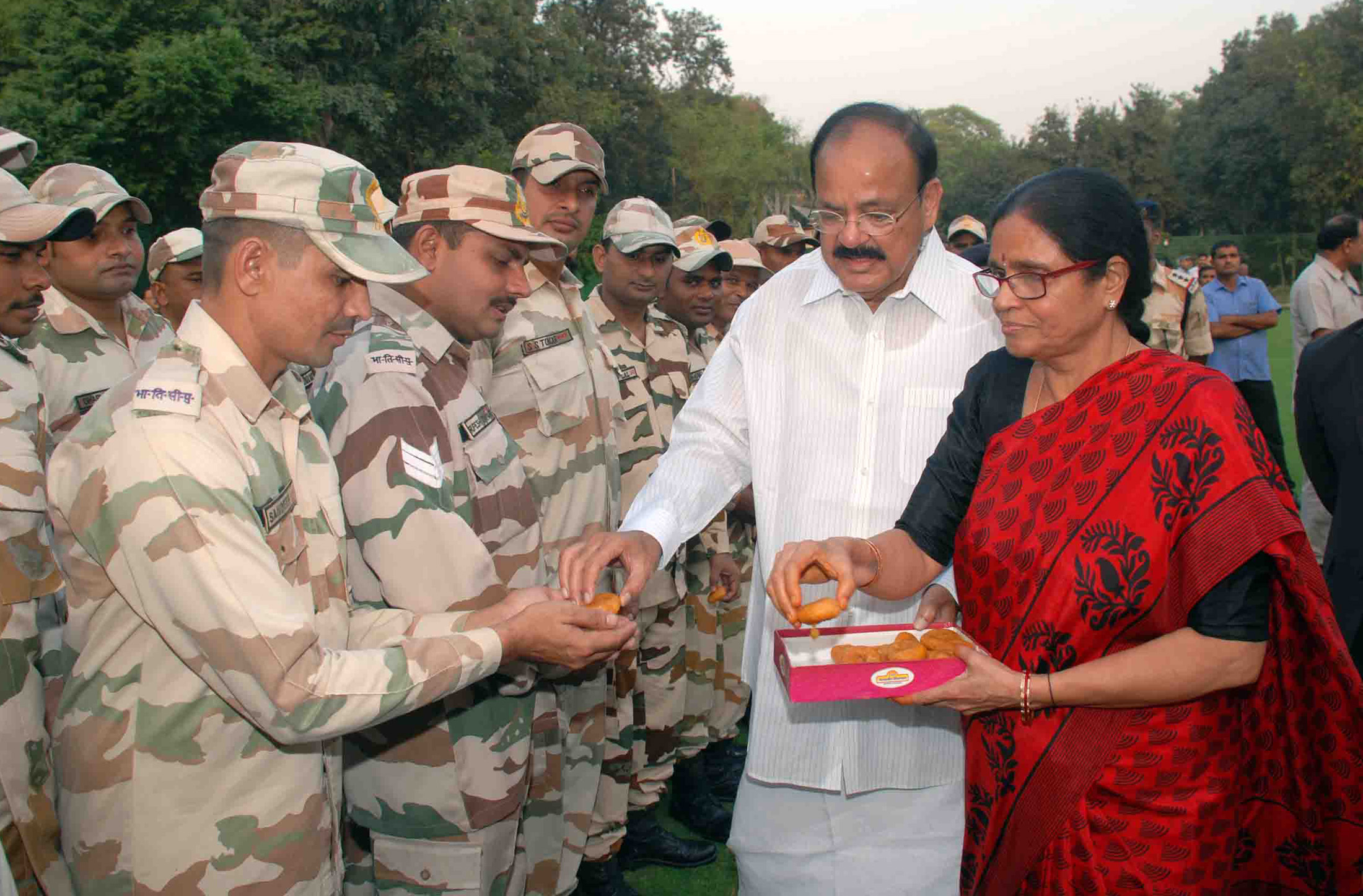
부사장, Shri M. Venkaiah Naidu 및 두 번째 여사 Smt. 2017년 10월 18일 뉴델리에서 디파왈리를 기념하여 인도 티베트 국경 경찰의 자완에게 과자를 나눠주는 우샤 나이두

## 역대 선거 결과
| 선거명      | 직책명        | 대수 | 정당        | 득표율 | 득표수 | 결과 | 당락 |
| ----------- | ------------- | ---- | ----------- | ------ | ------ | ---- | ---- |
| 2017년 선거 | 인도의 부통령 | 13대 | 인도 인민당 | 67.89% | 516표  | 1위  |      |